# Ridiamoci sopra (programma televisivo)
Ridiamoci sopra è stato un varietà comico condotto da Franco Franchi e Ciccio Ingrassia con la partecipazione dell'attrice/cantante Nadia Cassini. 
I testi sono di Dino Verde, le scene di Graziella Evangelista. È andato in onda per una sola edizione dal 5 ottobre 1982 su Canale 5 il mercoledì in prima serata, perché difatti erano di rivista, tra le quali Fantastico 3 su Rai 1 e Due di tutto su Rai 2.
È stato il primo programma condotto dal famoso duo comico sulle reti Fininvest.